# Ahrenviöl
Ahrenviöl (dänisch: Arnfjolde oder Arenfjolde, nordfriesisch: Årnfjål, niederdeutsch: Arenfiööl) ist eine Gemeinde im Kreis Nordfriesland in Schleswig-Holsteins. Neben Ahrenviöl hat die Gemeinde keine weiteren Ortsteile.

## Geografie

### Geografische Lage
Das Gemeindegebiet von Ahrenviöl erstreckt sich auf einem Altmoränenrücken der Schleswigschen Geest südlich direkt angrenzend am Oberlauf der Arlau zwischen Husum und Schleswig. Der ländliche Zentralort Viöl befindet sich, in nordnordwestlicher Richtung, in etwa 5 km Entfernung (Luftlinie). Im Gemeindegebiet befindet sich das Ahrenviöler Naturschutzgebiet Südermoor, direkt westlich der Gemeindegrenze im Bereich der namengebenden Nachbargemeinde das sogenannte Immenstedter Gehege. Nordöstlich des Dorfes liegt der Ahrenviöler Forellensee.

### Nachbargemeinden
An Ahrenviöl grenzende Gemeindegebiete sind:
| Immenstedt      | Behrendorf                                  |                |
|                 | Kompassrose, die auf Nachbargemeinden zeigt | Ahrenviölfeld  |
| Wester-Ohrstedt |                                             | Oster-Ohrstedt |

## Geschichte
Der Ort wurde erstmals 1352 als Villa Arenfjold urkundlich erwähnt. Er befindet sich historisch in der Südergoesharde. Der Ortsname verweist auf Viöl (dän. Fjolde) in der Bedeutung Außenmark, unkultiviertes Feld (vgl. altnord. fjall für Hochland, Berg) und Adler (altnord. ari, mdän. arn, neudän. orn). Zu beachten ist, dass Viöl/Fjolde ursprünglich nicht nur den heutigen Ort, sondern auch den umgebenden Landstrich bezeichnet haben könnte.
Bis zum Deutsch-Dänischen Krieg 1864 zählte der Ort zum Kirchspiel Schwesing (Svesing Sogn) innerhalb des zum Dänischen Gesamtstaat gehörenden Herzogtums Schleswig. Nach der Annexion Schleswigs und Holsteins durch Preußen wurde aus dem Gebiet des Kirchspiels Schwesing eine Kirchspielslandgemeinde gebildet. Sie umfasste neben Ahrenviöl die fünf Dorfschaften Hochviöl, Immenstedt, Schwesing, Wester- und Oster-Ohrstedt.
Am 1. April 1934 wurde die Kirchspielslandgemeinde Schwesing aufgelöst. Alle ihre Dorfschaften, Dorfgemeinden und Bauerschaften wurden zu selbständigen Gemeinden/Landgemeinden, so auch Ahrenviöl.

## Politik

### Gemeindevertretung
Bei der im Zuge der Kommunalwahlen in Schleswig-Holstein 2023 am 14. Mai letztmals durchgeführten Gemeindewahl wurden bei einer Wahlbeteiligung von 58,8 Prozent zum wiederholten Mal ausschließlich Kandidaten der örtlichen Wählergruppe A Ahrenviöl (WGA) in die Gemeindevertretung gewählt.

### Bürgermeisterin
Seit 9. Februar 2022 ist Marion Gebauer-Petersen  Bürgermeisterin.
Die von 1998 bis 2018 als Bürgermeisterin amtierende Edith Carstensen (WGA) wurde zur Ehrenbürgermeisterin ernannt.

### Verwaltung
Die Gemeinde wird von der Amtsverwaltung Viöl mitverwaltet.

## Wirtschaft

### Allgemeine Wirtschaftsstruktur
Das Gemeindegebiet ist überwiegend landwirtschaftlich geprägt, es gibt jedoch auch einzelne kleine Gewerbebetriebe, wie beispielsweise einen Gasthof, einen Bäcker.

### Bildung
- Im vorschulischen Bereich verfügt Ahrenviöl über einen Kindergarten, in dem etwa dreißig Kinder halbtags betreut werden.
- Die Kinder und Jugendlichen dieser Gemeinde besuchen meist die Grund- und Gemeinschaftsschule in Oster-Ohrstedt oder andere weiterführende Schulen in Husum.

### Verkehr
Ahrenviöl befindet sich abseits des Bundesfernstraßennetzes in ländlicher Umgebung. Durch das namengebende Dorf verläuft die nordfriesische Kreisstraße 79, die am Schulzentrum Ohrstedt von der Bundesstraße 201 in nördlicher Richtung abzweigt und in der Ortslage nach Osten in Richtung des Nachbarortes Ahrenviölfeld abknickt.
Im ÖPNV ist Ahrenviöl seit August 2019 im Rufbusgebiet Viöl tagsüber grob alle zwei Stunden an den Linienbusverkehr im namengebenden ländlichen Zentralort angebunden. Dort verkehrt die Regionalbuslinie R14 (Schnellbus Husum–Flensburg) innerhalb des Nahverkehrsverbunds Schleswig-Holstein.